# Napoleon, Ohio
Napoleon là một thành phố thuộc quận Henry, tiểu bang Ohio, Hoa Kỳ. Năm 2010, dân số của thành phố này là 8749 người.

## Dân số
- Dân số năm 2000: 9318 người.
- Dân số năm 2010: 8749 người.